# Cymbacha festiva
Cymbacha festiva är en spindelart som beskrevs av Ludwig Carl Christian Koch 1874. Cymbacha festiva ingår i släktet Cymbacha och familjen krabbspindlar. Inga underarter finns listade i Catalogue of Life.